# Microcaecilia grandis
Espèce
Microcaecilia grandis est une espèce de gymnophiones de la famille des Siphonopidae.

## Répartition
Cette espèce est endémique des monts Lely au Suriname.

## Publication originale
- Wilkinson, Nussbaum & Hoogmoed, 2010 "2009" : A new species of Microcaecilia (Amphibia: Gymnophiona: Caeciliidae) from Suriname. Herpetologica, vol. 65, no 4, p. 413-418 (texte intégral).